# 蒋钦 (三国)
蔣欽（2世紀？—219年），字公奕，揚州九江寿春人。東漢末年孫策麾下孫吳的重要將領；是江東十二虎臣之一。與周泰是同鄉九江人，曾助孫策平定江東及參與合肥之戰；隨呂蒙攻打關羽後，班師回軍途中病逝。

## 生平

### 投主平定
興平二年（195年），蔣欽與周泰隨孙策左右，孙策到江東後为别部司马。曾跟随孙策和孙权征战，協助孫策先後平定丹楊、吳郡、會稽和豫章四郡，先後任葛阳尉和三個縣的縣長，後因領兵討平山賊而遷任西部都尉。及後又討平在东冶五县发动叛乱的呂合和秦狼，升讨越中郎将。不久又與賀齊討平黟賊。

### 忘私舉賢
當初，蔣欽屯宣城，討豫章賊，蕪湖縣令徐盛抓捕蔣欽犯罪的屯吏，上表要斬殺，孫權因蔣欽在外領兵而不允許，徐盛因而擔心蔣欽記恨。
孫權問蔣欽：“徐盛之前舉報你下屬，你如今卻舉薦徐盛，是想效法祁奚嗎？”蔣欽回答説：“臣聽聞當為公事舉賢，不應帶有私人恩怨；徐盛忠勤強勇，有膽略器用，是做為指揮萬人軍隊的好人選。如今大事未定，臣應該幫助國家求取人才，豈敢以私嫌埋沒賢才呢！”孫權因此嘉許蔣欽的行為。徐盛時常懼怕蔣欽因過去的事情加害自己，而蔣欽常稱讚他的優點。徐盛敬重信服他的品德，與眾人論蔣欽的美德。

### 力戰護主
建安二十年（215年），跟隨孫權攻打合肥，後來因為瘟疫撤軍。孫權只與蔣欽、呂蒙、甘寧、凌統等殿後走逍遙津北，當時唯車下虎士千餘人，張遼此時率七千騎兵發動襲擊，前方大軍全部撤出，蔣欽與甘寧、凌統、呂蒙等奮勇戰鬥，蔣欽力戰有功。

### 篤學不倦
建安二十二年（217年），曹操攻濡須，蔣欽和呂蒙諸軍節度，并調整節約等制度。濡須口築城中的孫權開始被曹操逼攻後退，後來孫權便以呂蒙替代已逝的魯肅為都督，蔣欽為濡須督，據守早前建成的城塢，並設置萬張強弓硬弩，以拒曹操。結果曹軍所有前鋒尚未安營紮寨便被呂蒙進攻，曹操迫不得已只好撤軍。呂蒙累計大功，封為左護軍、虎威將軍。蔣欽遷任荡寇将军，領濡須督。後來召回首都，升任右护军，典領辭訟
。與呂蒙一起受到主公孫權勸學，篤學不倦，枕籍經史，發奮圖強，遍讀群書（孫子、六韜、左傳、三史等書），與呂蒙一起讀書成長為智勇雙全的名將。

### 定敵遂還
建安二十四年（219年），孙权命令呂蒙討伐关羽，蔣欽率領水軍入沔水。班師回軍之時，於道上病逝。孫權以素服哀悼蔣欽，以蕪湖民二百戶，田二百頃給予蔣欽妻子。而兒子蔣壹封為宣城侯，領兵對抗劉備有功，最後還於南郡，與魏交戰的時候陣亡。可惜蔣壹無子，只能由其弟蔣休接領兵權，但因犯罪而剝奪兵權。

### 輕財約儉
蔣欽為人節約，孫權曾入其家，母親只用薄帳和布被，而妻妾衣服亦只是普通布裙的。孫權見此特命人為他的母親製綿被和帷帳，又用錦繡來為他的妻妾裁衣。

## 兒子
- 蒋壹，封宣城侯，曾參加夷陵之戰，随陆逊抗击刘备有功。
- 蒋休，蔣壹弟，蔣壹死後統領蔣壹的軍隊，後因罪而被奪兵。

## 逸聞
孫權亦曾向呂蒙和蔣欽教諭充實學識的重要性。

## 評論
- 孫權：「人長而進益，如呂蒙、蔣欽，蓋不可及也。富貴榮顥，更能折節好學，耽悅書傳，輕賜尚義，所行可跡，并作國士，不亦休乎！」
- 陳壽：「凡此諸將，皆江表之虎臣，孫氏之所厚待也。」（《程黃韓蔣周陳董甘凌徐潘丁傳》）
- 陆机：“甘宁、凌统、程普、贺齐、朱桓、朱然之徒奋其威，韩当、潘璋、黄盖、蒋钦、周泰之属宣其力。”
- 萧常：“（黄）盖将略吏能，皆有可称；（蒋）钦折节好学，以公灭私，（徐）盛愤惋于邢贞，（淩）统降意于盛暹，（丁）奉破强敌、夷钜奸，舒徐不迫，皆江东之翘楚。”
- 郝经：“程普诸将皆江表虎臣，鏖兵卫主，攻坚轧敌，兴王定霸，孙氏兄弟卒立国建号，诸将之力也。若黄盖之水战而用火攻，能用竒者也；蒋钦之不挟私怨而举徐盛；凌统之亲贤下士轻财重义；陈表倾家养士妻子露立，并有良将之规。甘宁之奢侈、潘璋之不法，权皆容之，许宁报苏飞之恩，不使统复父，操之雠驭将之术也。丁奉恃功而骄，不容于虐主，宜哉！”“吴将剽轻，殆多谲计。莫肯下人，卒自称帝。摩创抚孤，动辄流涕。驾驭有术，驱策有方。果保江东，不负桓王。”

## 艺术形象

### 三國演義
在《三国演义》中，蔣欽是擅長弓術的將領。與周泰原為活躍於長江一帶的江賊，孫策脫離袁術下江東自立門戶時，和周泰一起率眾投靠。孫策攻劉繇，并引出城中麾下的陳橫、薛礼、张英三名將領，陳橫後被蔣欽一箭射殺，後與韓當等將乘舟過江，亂箭射殺敵軍。曾在赤壁之戰與周泰，還有擅使長槍的韓當率領水軍在三江口踏江破敵。南郡之戰請命攻曹仁，但卻被曹仁和牛金擊退，周瑜打算怒斬蒋钦，眾將求情勸免。其後荊州攻伐戰，呂蒙調配韓當、蔣欽、朱然、潘璋、周泰、徐盛、丁奉等大將發動突襲。關羽不敵魏國徐晃援軍，取樊城失敗，便率軍回取荊州。路途上蔣欽與關羽對打，不敵而敗逃。關羽打算撤軍，但山崗上左右路的韓當和周泰殺出，蔣欽回馬夾擊，三路吳軍圍困關羽。

### 漫畫形象
- 《蒼天航路》（王欣太）
- 《火鳳燎原》（陳某）

### 影视形象
- 中國中央電視台電視劇《三國演義》（1994年）：杨胜雁
- 台灣華視電視劇《三國英雄傳之關公》（1996年）：黄冠雄
- 中国中央电视台电视剧《武圣关公》（2004年）：刘继承

## 延伸阅读
[在维基数据编辑]
 《三國志·卷55》，出自陳壽《三國志》